# Gruffudd ap Llywelyn
Gruffudd ap Llywelyn, född cirka 1010, död 5 augusti 1063, var en walesisk regent. Han var kung av Gwynedd och Powys mellan 1039 och 1055, och kung av Wales mellan 
1055 och 1063. Han var den förste monarken som enade Wales under ett styre, men enigheten var tillfällig och varade endast under hans regeringstid. 